# Lost Paradise (manga)
Pour les articles homonymes, voir Lost Paradise.
Lost Paradise (失楽園, Shitsurakuen) est un shōnen manga de Tōru Naomura, prépublié dans le magazine Monthly Gangan Wing puis dans le Monthly Gangan Joker entre mai 2009 et mars 2011 et publié par l'éditeur Square Enix en six volumes reliés sortis entre septembre 2009 et juin 2011. La version française est éditée par Ki-oon en six tomes sortis entre mars 2012 et février 2013. 

## Synopsis
Sora Himoto, nouvellement arrivée à Utopia, un campus de luxe fréquenté par des étudiants issus de familles aisées, découvre un jeu de réalité virtuelle, Exaclan (エグザクラン, Eguzakuran), dans lequel les filles servent d'armes aux garçons et y sont traitées comme des objets. Cherchant à les défendre, Sora entre dans l'arène comme joueuse.

## Personnages
Sora Himoto (緋本 ソラ, Sora Himoto)
Koharu Izaki (伊咲 コハル, Izaki Koharu)
Yuki Yagizawa (八木澤 ユキ, Yagizawa Yuki)
Tomoko Oashi (小芦 トモコ, Oashi Tomoko)
Reiko Date (伊達 レイコ, Date Reiko)
Hiyo Shishido (志々堂 ヒヨ, Shishidō Hiyo)
L
Sumita (墨田)
Mitarai (御手洗)
Shojo (丞上, Shōjō)
Haruka Kuchinawa (朽奈和 ハルカ, Kuchinawa Haruka)
Tamao Kawazu (川津 タマオ, Kawazu Tamao)
Shinji Kajiwara (梶原 シンジ, Kajiwara Shinji)
Shiro Togyu (東岌 シロウ, Tōgyū Shirō)
Tsuki Aoi (蒼井 ツキ, Aoi Tsuki)
Akane (アカネ)

## Liste des volumes
| no | Japonais          | Japonais          | Français          | Français          |
| no | Date de sortie    | ISBN              | Date de sortie    | ISBN              |
| -- | ----------------- | ----------------- | ----------------- | ----------------- |
| 1  | 18 septembre 2009 | 978-4-7575-2683-9 | 8 mars 2012       | 978-2-35592-365-4 |
| 2  | 22 janvier 2010   | 978-4-7575-2778-2 | 24 mai 2012       | 978-2-35592-397-5 |
| 3  | 22 mai 2010       | 978-4-7575-2878-9 | 5 juillet 2012    | 978-2-35592-419-4 |
| 4  | 22 septembre 2010 | 978-4-7575-3000-3 | 27 septembre 2012 | 978-2-35592-438-5 |
| 5  | 22 juin 2011      | 978-4-7575-3144-4 | 15 novembre 2012  | 978-2-35592-458-3 |
| 6  | 22 juin 2011      | 978-4-7575-3266-3 | 28 février 2013   | 978-2-35592-498-9 |

### Édition japonaise
Square Enix
1. 1 2  (ja) « Tome 1 »
2. 1 2  (ja) « Tome 2 »
3. 1 2  (ja) « Tome 3 »
4. 1 2  (ja) « Tome 4 »
5. 1 2  (ja) « Tome 5 »
6. 1 2  (ja) « Tome 6 »

### Édition française
Ki-oon
1. 1 2  « Tome 1 »
2. 1 2  « Tome 2 »
3. 1 2  « Tome 3 »
4. 1 2  « Tome 4 »
5. 1 2  « Tome 5 »
6. 1 2  « Tome 6 »